# Festivali i Këngës 2010
La quarantanovesima edizione del Festivali i Këngës si è tenuta dal 23 al 25 dicembre 2010 presso il Palazzo dei Congressi di Tirana e ha selezionato il rappresentante dell'Albania all'Eurovision Song Contest 2011.
La vincitrice è stata Aurela Gaçe con Kënga ime.

## Organizzazione
L'emittente albanese Radio Televizioni Shqiptar (RTSH) ha confermato la propria partecipazione all'Eurovision Song Contest 2011, ospitato dalla città tedesca di Düsseldorf, il 12 settembre 2010.
Il 6 novembre 2010 è stato annunciato che l'intero evento sarebbe stato presentato da Jonida Maliqi.
Per questa edizione sono stati adottati importanti cambiamenti nel format della manifestazione: i voti, assegnati da due giurie di cui una composta da cantanti ed esperti musicali e un'altra composta dai rappresentanti delle stazioni radio-televisive locali, sono stati suddivisi in maniera simile all'Eurovision Song Contest (12, 10 e 8 e tra 7 e 1).

## Partecipanti
| Artista                       | Titolo                  | Traduzione                    | Compositori                            |
| ----------------------------- | ----------------------- | ----------------------------- | -------------------------------------- |
| Adhurim Demiri                | 24 öret                 | 24 ore                        | Adhurim Demiri                         |
| Agim Poshka                   | Bota com vetmi          | Solitudine nel mondo          | Olsa Poshka e Agim Poshka              |
| Alban Skënderaj & Miriam Cani | Ende ka shpresë         | C'è ancora speranza           | Alban Skënderaj e Miriam Cani          |
| Albi Xhepa & Semi Jaupaj      | Dritë                   | Luce                          | Bojken Lako                            |
| Ardita Tusha                  | Dikur besoja            | Ci credevo                    | Dritan Caushi e Gjergj Jorgaqi         |
| Aurela Gaçe                   | Kënga ime               | La mia canzone                | Shpëtim Saraçi e Sokol Marsi           |
| Besa Kokëdhima                | E bukura dhe bisha      | La bella e la bestia          | Besar Likaj e Dalina Buzi              |
| Bledi Polena                  | Të jemi të dy           | Siamo entrambi                | Mihal Bica, Eugen Bica e Monika Katro  |
| Blerina Shalari               | Lutjes apo dashurisë    | Preghiera o amore             | Blerina Shalari                        |
| Denis Hasa                    | Mbi xhaketën time       | Sopra la mia giacca           | Xhavit Ujkani e Ismail Kadare          |
| Dorian Nini                   | Mirësevini ne Shqipëri  | Benvenuti in Albania          | Jetmir Barbullushi e Perikli Papingji  |
| Dorina Garuci                 | Mirëmbrëma engjëlli im  | Buonasera angelo mio          | Sokol Marsi e Jorgo Papingji           |
| Emi Bogdo                     | Letër për ty            | Lettera a te                  | Suela Kalaja                           |
| Enkeleda Arifi                | Një dashuri             | Un amore                      | Adrian Hila e Pandi Laço               |
| Entela Zhula                  | Stuhi e diell           | Tempesta di sole              | Edmond Veizaj e Entela Zhula           |
| Ernis Çili & Onanta Spahiu    | Fam                     | -                             | Ernis Çili                             |
| Etmond Mancaku                | Dashuri pas emrit       | Amore dopo il nome            | Etmond Mancaku                         |
| Evans Rama                    | Sonte                   | Stasera                       | Evans Rama                             |
| Françesk Radi                 | Kemi dasëm'o            | Ci siamo sposati              | Françesk Radi e Agim Doçi              |
| Goldi Halili                  | Në krahët e tua         | Tra le tue braccia            | Fatrin Krajka                          |
| Heldi Kraja                   | E diela pa ty           | Domenica senza di te          | Heldi Kraja                            |
| Hersi Matmuja                 | Me cilin rri ti dashuri | Con chi ti innamori           | Gent Myftarai e Agron Tufa             |
| Ilir Kazaferi                 | Nuk je këtu             | Non sei qui                   | Ilir Kazaferi                          |
| Kamela Islami                 | Jetova për të dy        | Ho vissuto per entrambi       | Alban Male e Olti Curri                |
| Kejsi Tola                    | Pranë                   | Vicino                        | Kristi Popa e Florian Zyka             |
| Klajdi Musabe                 | Vetëm ti                | Solo tu                       | Lambert Jorganxhi e Zhuljana Jorganxhi |
| Kujtim Prodani                | Ti ishe kryevepër       | Eri un capolavoro             | Kujtim Prodani e Arben Duka            |
| Maria Prifti                  | Pasuri e pasurive       | Immobiliare                   | Frederik Ndoci e Agim Doçi             |
| Marjeta Billo                 | Përjetësi               | Eternità                      | Klodian Qafoku e Florian Kondi         |
| Marsida Saraci                | Vetëm s'jemi në botë    | Non siamo soli nel mondo      | Valentin Veizi e Arben Duka            |
| Mateus Froku                  | Dimër në shprit         | Inverno nella neve            | Kledi Bahiti e Florian Kondi           |
| Megi Laska                    | Endërrat ekzistojnë     | I sogni esistono              | Fabian Asllani e Megi Laska            |
| Orges Toçe                    | Mari                    | -                             | Orges Toçe                             |
| Rudina Delia                  | Tek ti gjeta dashurinë  | Ho trovato l'amore in te      | Rudina Delia                           |
| Sajmir Braho                  | Shtegëtar i jetës time  | Un viaggiatore della mia vita | Endri Sina e Saimir Braho              |
| Selami Kolonja                | Ëndërr Kosovë           | Sogno il Kosovo               | Selami Kolonja                         |
| Sonila Mara                   | Egoist                  | Egoista                       | Sonila Mara                            |
| Xhejsi Jorgaqi                | Rastësi                 | Incidente                     | Genti Lako e Jorgo Papingji            |

## Semifinali

### Prima semifinale
| #  | Artista                       | Titolo                  |
| -- | ----------------------------- | ----------------------- |
| 1  | Selami Kolonja                | Ëndërr Kosovë           |
| 2  | Alban Skënderaj & Miriam Cani | Ende ka shpresë         |
| 3  | Orges Toçe                    | Mari                    |
| 4  | Kamela Islami                 | Jetova për të dy        |
| 5  | Blerina Shalari               | Lutjes apo dashurisë    |
| 6  | Ernis Çili & Onanta Spahiu    | Fam                     |
| 7  | Dorian Nini                   | Mirësevini ne Shqipëri  |
| 8  | Etmond Mancaku                | Dashuri pas emrit       |
| 9  | Ardita Tusha                  | Dikur besoja            |
| 10 | Klajdi Musabelliu             | Vetëm ti                |
| 11 | Evans Rama                    | Sonte                   |
| 12 | Dorina Garuci                 | Mirëmbrëma engjëlli im  |
| 13 | Hersi Matmuja                 | Me cilin rri ti dashuri |
| 14 | Agim Poshka                   | Bota com vetmi          |
| 15 | Marsida Saraci                | Vetëm s'jemi në botë    |
| 16 | Entela Zhula                  | Stuhi e diell           |

#### Artisti emergenti
| # | Artista       | Titolo              |
| - | ------------- | ------------------- |
| 1 | Ilir Kazaferi | Nuk je këtu         |
| 2 | Maria Prifti  | Pasuri e pasurive   |
| 3 | Megi Laska    | Endërrat ekzistojnë |

### Seconda semifinale
| #  | Artista        | Titolo                 |
| -- | -------------- | ---------------------- |
| 1  | Adhurim Demiri | 24 orët                |
| 2  | Besa Kokëdhima | E bukura dhe bisha     |
| 3  | Emi Bogdo      | Letër për ty           |
| 4  | Denis Hasa     | Mbi xhaketën time      |
| 5  | Kujtim Prodani | Ti ishe kryevepër      |
| 6  | Goldi Halili   | Në krahët e tua        |
| 7  | Marjeta Billo  | Përjetësi              |
| 8  | Françesk Radi  | Kemi dasëm'o           |
| 9  | Aurela Gaçe    | Kënga ime              |
| 10 | Heldi Kraja    | E diela pa ty          |
| 11 | Sonila Mara    | Egoist                 |
| 12 | Mateus Froku   | Dimër në shprit        |
| 13 | Xhejsi Jorgaqi | Rastësi                |
| 14 | Enkeleda Arifi | Një dashuri            |
| 15 | Kejsi Tola     | Pranë                  |
| 16 | Sajmir Braho   | Shtegëtar i jetës time |

#### Artisti emergenti
| # | Artista                  | Titolo                 |
| - | ------------------------ | ---------------------- |
| 1 | Albi Xhepa & Semi Jaupaj | Dritë                  |
| 2 | Bledi Polena             | Të jemi të dy          |
| 3 | Rudina Delia             | Tek ti gjeta dashurinë |

## Finale
| #  | Artista                       | Titolo                  | Punteggio | Posizione |
| -- | ----------------------------- | ----------------------- | --------- | --------- |
| 1  | Françesk Radi                 | Kemi dasëm'o            | 13        | 8         |
| 2  | Hersi Matmuja                 | Me cilin rri ti dashuri | 7         | 11        |
| 3  | Goldi Halili                  | Në krahët e tua         | 0         | 17        |
| 4  | Marsida Saraci                | Vetëm s'jemi në botë    | 2         | 16        |
| 5  | Besa Kokëdhima                | E bukura dhe bisha      | 13        | 9         |
| 6  | Alban Skënderaj & Miriam Cani | Ende ka shpresë         | 66        | 2         |
| 7  | Enkeleda Arifi                | Një dashuri             | 36        | 5         |
| 8  | Aurela Gaçe                   | Kënga ime               | 82        | 1         |
| 9  | Maria Prifti                  | Pasuri e pasurive       | 5         | 14        |
| 10 | Sajmir Braho                  | Shtegëtar i jetës time  | 48        | 3         |
| 11 | Dorian Nini                   | Mirësevini ne Shqipëri  | 29        | 7         |
| 12 | Selami Kolonja                | Ëndërr Kosovë           | 6         | 12        |
| 13 | Xhejsi Jorgaqi                | Rastësi                 | 44        | 4         |
| 14 | Albi Xhepa & Semi Jaupaj      | Dritë                   | 0         | 18        |
| 15 | Dorina Garuci                 | Mirëmbrëma ëngjëlli im  | 34        | 6         |
| 16 | Kamela Islami                 | Jetova për të dy        | 12        | 10        |
| 17 | Orges Toçe                    | Mari                    | 3         | 15        |
| 18 | Denis Hasa                    | Mbi xhaketën time       | 6         | 13        |

## All'Eurovision Song Contest
L'Albania si è esibita in 3ª posizione nella prima semifinale, con la versione inglese della canzone vincitrice, Feel the Passion, classificandosi 14ª con 47 punti e non qualificandosi per la finale.

### Voto

#### Punti assegnati all'Albania
| 12       | 10           | 8                      | 7             | 6          |
| -------- | ------------ | ---------------------- | ------------- | ---------- |
| - Grecia |              | - San Marino - Turchia | - Croazia     | - Svizzera |
| 5        | 4            | 3                      | 2             | 1          |
|          | - Portogallo |                        | - Azerbaigian |            |

#### Punti assegnati dall'Albania
| Punti | Paese       |
| ----- | ----------- |
| 12    | Turchia     |
| 10    | Grecia      |
| 8     | San Marino  |
| 7     | Croazia     |
| 6     | Malta       |
| 5     | Azerbaigian |
| 4     | Portogallo  |
| 3     | Russia      |
| 2     | Serbia      |
| 1     | Norvegia    |

| Punti | Paese                |
| ----- | -------------------- |
| 12    | Italia               |
| 10    | Grecia               |
| 8     | Azerbaigian          |
| 7     | Bosnia ed Erzegovina |
| 6     | Regno Unito          |
| 5     | Spagna               |
| 4     | Russia               |
| 3     | Ucraina              |
| 2     | Francia              |
| 1     | Serbia               |